# Mouron
Mouron ist eine französische Gemeinde mit 74 Einwohnern (Stand 1. Januar 2022) im Département Ardennes in der Region Grand Est (vor 2016 Champagne-Ardenne). Sie gehört zum Arrondissement Vouziers, zum Kanton Attigny und zum Gemeindeverband L’Argonne Ardennaise.

## Geografie
Die Gemeinde wird von der Aisne durchflossen. Umgeben wird Mouron von den Nachbargemeinden Challerange im Westen, Brécy-Brières im Norden, Grandpré, Ortsteil Termes, im Osten, Senuc im Südosten sowie Vaux-lès-Mouron im Süden.

## Bevölkerungsentwicklung
| Jahr                       | 1962 | 1968 | 1975 | 1982 | 1990 | 1999 | 2006 | 2018 |
| Einwohner                  | 142  | 130  | 100  | 81   | 73   | 79   | 79   | 69   |
| Quellen: Cassini und INSEE |      |      |      |      |      |      |      |      |

## Sehenswürdigkeiten

Kirche Saint-Nicolas

- Kirche Saint-Nicolas